# Kamerun i olympiska sommarspelen 2012
Kamerun deltog i olympiska sommarspelen 2012 som ägde rum i London i Storbritannien mellan den 27 juli och den 12 augusti 2012. Totalt vann dom en bronsmedalj.

## Bordtennis
- Huvudartikel: Bordtennis vid olympiska sommarspelen 2012

Damer
| Spelare       | Gren      | Inledande omgång         | Runda 1              | Runda 2              | Runda 3              | Runda 4              | Kvartsfinal          | Semifinal            | Final                | Final            |
| Spelare       | Gren      | Motståndare Resultat     | Motståndare Resultat | Motståndare Resultat | Motståndare Resultat | Motståndare Resultat | Motståndare Resultat | Motståndare Resultat | Motståndare Resultat | Placering        |
| ------------- | --------- | ------------------------ | -------------------- | -------------------- | -------------------- | -------------------- | -------------------- | -------------------- | -------------------- | ---------------- |
| Sarah Hanffou | Damsingel | Moumjoghlian (LIB) W 4–0 | Xian (FRA) L 1–4     | Gick inte vidare     | Gick inte vidare     | Gick inte vidare     | Gick inte vidare     | Gick inte vidare     | Gick inte vidare     | Gick inte vidare |

## Boxning
- Huvudartikel: Boxning vid olympiska sommarspelen 2012

Herrar
| Boxare                      | Gren            | Sextondelsfinal          | Åttondelsfinal       | Kvartsfinal          | Semifinal            | Final                | Final            |
| Boxare                      | Gren            | Motståndare Resultat     | Motståndare Resultat | Motståndare Resultat | Motståndare Resultat | Motståndare Resultat | Placering        |
| --------------------------- | --------------- | ------------------------ | -------------------- | -------------------- | -------------------- | -------------------- | ---------------- |
| Thomas Essomba              | Lätt flugvikt   | Daraa (MAR) W 13–10      | Barnes (IRL) L 10–15 | Gick inte vidare     | Gick inte vidare     | Gick inte vidare     | Gick inte vidare |
| Yhyacinthe Mewoli Abdon     | Lättvikt        | Gaibnazarov (UZB) L 6–11 | Gick inte vidare     | Gick inte vidare     | Gick inte vidare     | Gick inte vidare     | Gick inte vidare |
| Serge Ambomo                | Lätt weltervikt | Sener (TUR) L 10–19      | Gick inte vidare     | Gick inte vidare     | Gick inte vidare     | Gick inte vidare     | Gick inte vidare |
| Christian Donfack Adjoufack | Lätt tungvikt   | Kolling (GER) L 6–15     | Gick inte vidare     | Gick inte vidare     | Gick inte vidare     | Gick inte vidare     | Gick inte vidare |
| Blaise Yepmou Mendouo       | Supertungvikt   | i.u.                     | Arjaoui (MAR) L 6–15 | Gick inte vidare     | Gick inte vidare     | Gick inte vidare     | Gick inte vidare |

## Brottning
- Huvudartikel: Brottning vid olympiska sommarspelen 2012

Damer, fristil
| Brottare      | Gren   | Kvalomgång           | Åttondelsfinal         | Kvartsfinal          | Semifinal            | Återkval 1           | Återkval 2            | Final / brons        | Final / brons |
| Brottare      | Gren   | Motståndare Resultat | Motståndare Resultat   | Motståndare Resultat | Motståndare Resultat | Motståndare Resultat | Motståndare Resultat  | Motståndare Resultat | Placering     |
| ------------- | ------ | -------------------- | ---------------------- | -------------------- | -------------------- | -------------------- | --------------------- | -------------------- | ------------- |
| Annabelle Ali | -72 kg | BYE                  | Soloniaina (MAD) W 5–0 | Zlateva (BUL) L 0–3  | Gick inte vidare     | BYE                  | Marzaliuk (BLR) L 0–3 | Gick inte vidare     | 7             |

## Fotboll
- Huvudartikel: Fotboll vid olympiska sommarspelen 2012
- Damer

Coach: Carl Enow
| Nr | Pos. | Namn                 | Födelsedatum (ålder)      | Matcher | Mål |           | Klubb                  |
| -- | ---- | -------------------- | ------------------------- | ------- | --- | --------- | ---------------------- |
| 1  | MV   | Annette Ngo Ndom     | 2 juni 1985 (27 år)       | 13      | 0   | Kamerun   | Louves Minproff        |
| 2  | F    | Christine Manie      | 4 maj 1984 (28 år)        | 40      | 6   | Rumänien  | Negrea Reșița          |
| 3  | A    | Njoya Nkout          | 12 januari 1993 (19 år)   | 15      | 2   | Ryssland  | Energy Voronezh        |
| 4  | MF   | Yvonne Leuko         | 20 november 1991 (20 år)  | 3       | 0   | Frankrike | Montigny-le-Bretonneux |
| 5  | F    | Augustine Ejangue    | 19 januari 1989 (23 år)   | 22      | 0   | Ryssland  | Energy Voronezh        |
| 6  | MF   | Francine Zouga       | 9 november 1987 (24 år)   | 23      | 3   | Schweiz   | FSG Aïre-le-Lignon     |
| 7  | A    | Gabrielle Onguene    | 25 februari 1989 (23 år)  | 0       | 0   | Kamerun   | Louves Minproff        |
| 8  | MF   | Raissa Feudjio       | 29 oktober 1995 (16 år)   | 11      | 0   | Kamerun   | Lorema                 |
| 9  | A    | Madeleine Ngono Mani | 16 oktober 1983 (28 år)   | 42      | 26  | Frankrike | EA Guingamp            |
| 10 | MF   | Bebey Beyene         | 10 maj 1992 (20 år)       | 22      | 1   | Kamerun   | Louves Minproff        |
| 11 | A    | Adrienne Iven        | 9 mars 1983 (29 år)       | 12      | 2   | Kamerun   | Louves Minproff        |
| 12 | MF   | Francoise Bella (c)  | 9 mars 1983 (29 år)       | 53      | 7   | Nigeria   | Rivers Angels          |
| 13 | F    | Claudine Meffometou  | 1 juli 1990 (22 år)       | 8       | 0   | Kamerun   | Franck Rollycek        |
| 14 | F    | Bibi Medoua          | 9 augusti 1993 (18 år)    | 19      | 0   | Kamerun   | Locomotive de Yaoundé  |
| 15 | F    | Ysis Sonkeng         | 20 september 1989 (22 år) | 30      | 0   | Kamerun   | Louves Minproff        |
| 16 | MF   | Jeanette Yango       | 12 juni 1993 (19 år)      | 20      | 1   | Polen     | Katowice               |
| 17 | A    | Gaëlle Enganamouit   | 9 juni 1992 (20 år)       | 17      | 2   | Serbien   | Spartak Subotica       |
| 18 | MV   | Reine Sosso          | 19 mars 1993 (19 år)      | 11      | 0   | Kamerun   | Franck Rollycek        |

Gruppspel
| Nr | Lag            | S | V | O | F | GM | IM | MS  | P |
| -- | -------------- | - | - | - | - | -- | -- | --- | - |
| 1  | Storbritannien | 3 | 3 | 0 | 0 | 5  | 0  | +5  | 9 |
| 2  | Brasilien      | 3 | 2 | 0 | 1 | 6  | 1  | +5  | 6 |
| 3  | Nya Zeeland    | 3 | 1 | 0 | 2 | 3  | 3  | 0   | 3 |
| 4  | Kamerun        | 3 | 0 | 0 | 3 | 1  | 11 | −10 | 0 |

| 4 | 25 juli, 18:45 | Kamerun | 0 – 5 | Brasilien | Millennium Stadium, Cardiff |  |
|   |                |         |       |           |                             |  |
|   |                |         |       |           |                             |  |
|   |                |         |       |           |                             |  |

| 11 | 28 juli, 17:15 | Storbritannien | 3 – 0 | Kamerun | Millennium Stadium, Cardiff |  |
|    |                |                |       |         |                             |  |
|    |                |                |       |         |                             |  |
|    |                |                |       |         |                             |  |

| 17 | 31 juli, 19:45 | Nya Zeeland | 3 – 1 | Kamerun | City of Coventry Stadium, Coventry |  |
|    |                |             |       |         |                                    |  |
|    |                |             |       |         |                                    |  |
|    |                |             |       |         |                                    |  |

## Friidrott
- Huvudartikel: Friidrott vid olympiska sommarspelen 2012

Förkortningar
- Notera – Placeringar gäller endast den tävlandes eget heat
- Q = Kvalificerade sig till nästa omgång via placering
- q = Kvalificerade sig på tid eller, i fältgrenarna, på placering utan att ha nått kvalgränsen
- NR = Nationellt rekord
- N/A = Omgången inte möjlig i grenen
- Bye = Idrottaren behövde inte delta i omgången

Herrar
Bana och väg
| Idrottare    | Gren  | Heat     | Heat      | Kvartsfinal | Kvartsfinal | Semifinal        | Semifinal        | Final            | Final            |
| Idrottare    | Gren  | Resultat | Placering | Resultat    | Placering   | Resultat         | Placering        | Resultat         | Placering        |
| ------------ | ----- | -------- | --------- | ----------- | ----------- | ---------------- | ---------------- | ---------------- | ---------------- |
| Idrissa Adam | 100 m | BYE      | BYE       | DNF         | DNF         | Gick inte vidare | Gick inte vidare | Gick inte vidare | Gick inte vidare |

Damer
Bana och väg
| Idrottare         | Gren  | Heat     | Heat      | Kvartsfinal | Kvartsfinal | Semifinal        | Semifinal        | Final            | Final            |
| Idrottare         | Gren  | Resultat | Placering | Resultat    | Placering   | Resultat         | Placering        | Resultat         | Placering        |
| ----------------- | ----- | -------- | --------- | ----------- | ----------- | ---------------- | ---------------- | ---------------- | ---------------- |
| Delphine Atangana | 100 m | 11.71    | 1 Q       | 11.82       | 7           | Gick inte vidare | Gick inte vidare | Gick inte vidare | Gick inte vidare |

## Judo
Herrar
| Idrottare          | Gren                | 32-delsfinal                   | Sextondelsfinal      | Åttondelsfinal       | Kvartsfinal          | Semifinal            | Återkval             | Bronsmatch           | Final                | Final     |
| Idrottare          | Gren                | Motståndare Resultat           | Motståndare Resultat | Motståndare Resultat | Motståndare Resultat | Motståndare Resultat | Motståndare Resultat | Motståndare Resultat | Motståndare Resultat | Placering |
| ------------------ | ------------------- | ------------------------------ | -------------------- | -------------------- | -------------------- | -------------------- | -------------------- | -------------------- | -------------------- | --------- |
| Dieudonne Dolassem | Mellanvikt (-90 kg) | Liparteliani (GEO) L 0003–0101 | Gick inte vidare     | Gick inte vidare     | Gick inte vidare     | Gick inte vidare     | Gick inte vidare     | Gick inte vidare     | Gick inte vidare     |           |

## Rodd
Herrar
| Idrottare         | Gren          | Heat    | Heat      | Återkval | Återkval  | Kvartsfinal | Kvartsfinal | Semifinal | Semifinal | Final   | Final     | Final |
| Idrottare         | Gren          | Tid     | Placering | Tid      | Placering | Tid         | Placering   | Tid       | Placering | Tid     | Placering |       |
| ----------------- | ------------- | ------- | --------- | -------- | --------- | ----------- | ----------- | --------- | --------- | ------- | --------- | ----- |
| Paul Etia Ndoumbe | Singelsculler | 7:29,77 | 6 R       | 7:24,15  | 5 SE/F    | BYE         | BYE         | 7:58,48   | 5 FF      | 7:46,23 | 32        |       |